# Matrox G200

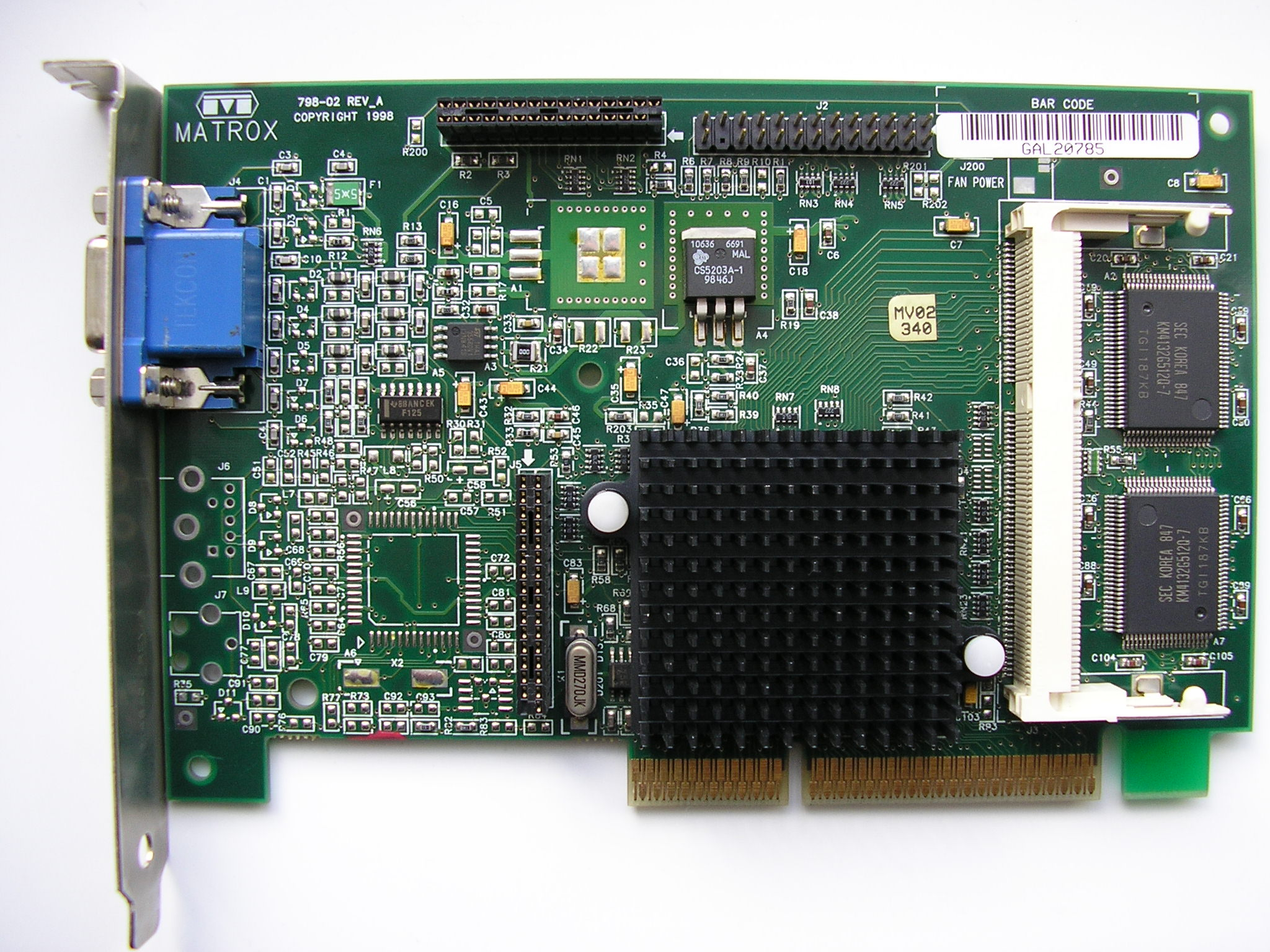
Matrox Millennium G200 AGP comh 8MB SGRAM (1998)

A Matrox G200 é uma placa de video com funções de 2D e 3D, desenvolvida pela empresa Matrox em 1998.

## História
A canadense Matrox foi fundada em 1976 e começou a produção de placas de vídeo em 1978, mas somente na década de 90 que conseguiu força no mercado com o lançamento das placas de vídeo G100 e G200 para jogos 3D.
Apesar da primeira geração ter sido considerada uma solução da Matrox viável para jogos, a G100 não teve muita aceitação no mercado, por isso, a Matrox rapidamente lançou a G200, que além de oferecer ótima performance 2D, o qual a empresa já tinha uma boa experiência neste setor, proporcionava um desempenho 3D notável. 
Todas G200 foram produzidas no processo de fabricação de 0,35 microns, vieram com 85 MHz de frequência no GPU e barramento de 64 bits. A G200 oferecia uma aceleração via hardware para reprodução de MPEG-1 e MPEG-2, com até 16MB de memória e saída de TV, mas a característica que talvez seja mais interessante é chamada de Dualbus, que consiste em um GPU com barramento duplo de 64 bits (totalizando 128 bits), permitindo temporizações muito mais baixas.
Como solução para jogos 3D, a G200 oferecia uma performance 3D competitiva e uma maravilhosa qualidade gráfica, se não fosse o desempenho um pouco abaixo dos rivais e o fraco suporte de drivers, a G200 seria um grande sucesso daquela época.